# Identity (album Airbag)
Identity — debiutancki album studyjny zespołu Airbag. Został wydany w 2009 roku, nakładem wytwórni Karisma Records.

## Lista utworów
| Nr | Tytuł utworu         | Długość |
| -- | -------------------- | ------- |
| 1. | „Prelude”            | 5:11    |
| 2. | „No Escape”          | 5:45    |
| 3. | „Safe Like You”      | 7:58    |
| 4. | „Steal My Soul”      | 8:02    |
| 5. | „Feeling Less”       | 5:05    |
| 6. | „Colours”            | 8:07    |
| 7. | „How I Wanna Be”     | 7:04    |
| 8. | „Sounds That I Hear” | 7:26    |
|    |                      | 54:38   |

## Twórcy
- Asle Tostrup – śpiew
- Bjørn Riis – gitara, śpiew
- Jørgen Hagen – instrumenty klawiszowe
- Anders Hovdan – gitara basowa
- Joachim Slikker - perkusja